# Paolo Borghese
Paolo Borghese, IX principe di Sulmona (Roma, 13 settembre 1844 – Venezia, 18 novembre 1920), è stato un nobile, gastronomo e scrittore italiano.

## Biografia

### Infanzia e ascesa
Paolo nacque a Roma il 13 settembre 1844, figlio di Marcantonio V Borghese, VIII principe di Sulmona, e della seconda moglie, la duchessa francese Thérèse de La Rochefoucauld.  Alla morte di suo padre, nel 1886, gli succedette nei titoli e nell'amministrazione dei beni di famiglia.

### Matrimonio
Paolo sposò il 2 dicembre 1866 ad Oponice, in Ungheria, la contessa Ilona Appony de Nagy-Appony (1848-1914), figlia del nobile e diplomatico austriaco Rudolf Apponyi von Nagy-Appony, e di sua moglie, la contessa Anna von Beckendorff.

### Passione gastronomica
Grande appassionato di cucina, si dedicò negli anni della maturità allo studio della cucina italiana ed in particolare romana, componendo una  raccolta di oltre duecento ricette suddivisa in dodici sezioni (antipasti, minestre, farinacei, uova, pesce, entrées, piatti freddi, legumi, salse, dolci, pasticceria, varie) e corredata di un'interessante appendice di utili suggerimenti in cucina. L'opera, che venne poi pubblicato col titolo di Ricette per cucina raccolte dal principe don Paolo Borghese, ebbe un notevole successo all'epoca, soprattutto per il fatto che l'autore fu uno dei pochi titolati ad occuparsi attivamente anche della cucina popolare, collaborando tra l'altro con Pellegrino Artusi.

### Crisi economica e morte
Sul piano degli affari personali, però, non ebbe eguale fortuna; coinvolto nelle speculazioni edilizie di fine Ottocento a Roma assieme al cognato principe Rodolfo Boncompagni Ludovisi,  venne costretto a vendere gran parte del patrimonio costituente il fedecommesso della famiglia. Furono così ceduti la prestigiosa abitazione romana di Palazzo Borghese; la Villa Borghese, con lo splendido parco e l'edificio residenziale, acquistata nel 1901 dallo Stato italiano; le importantissime collezioni d'arte di famiglia, già nel palazzo e trasferite nella Villa a costituire la Galleria Borghese (il parco fu poi trasferito dallo Stato al comune di Roma nel 1903). Infine, l'intero archivio Borghese fu acquistato dal Papa Leone XIII.
Dopo questi eventi Paolo Borghese abbandonò la sua città natale per trasferirsi a Venezia, dove morì il 18 novembre 1920.

## Discendenza
Paolo Borghese e la contessa Ilona Appony de Nagy-Appony ebbero:
- Camilla Maria Anna Adelaide Teresa (1869 - 1944), sposò in prime nozze il conte Miklos Esterhazy de Galantha, in seconde nozze Raymond Baylin de Monbel
- Scipione Ludovico Marcantonio Francesco Rodolfo (1871 - 1927), X principe di Sulmona, sposò in prime nozze la duchessa Anna Maria De Ferrari, in seconde nozze sposò Teodora Martini
- Livio Giuseppe Alessandro (1874 - 1939), XI principe di Sulmona, sposò Valeria Keun
- Paola Anna Maria Caterina (1876 - 1952), sposò il conte Filippo Hoyos-Wenckheim
- Rodolfo (1880 - 1963), principe di Nettuno, sposò in prime nozze la principessa Genoveffa Borghese, in seconde nozze la contessa Giulia Frascara

## Ascendenza
|                                                          |                                                              |                                                                               | Genitori                                                                      |  |  | Nonni |  |  | Bisnonni                                       |  |  | Trisnonni                                |  |
|                                                          |                                                              |                                                                               |                                                                               |  |  |       |  |  | Marcantonio IV Borghese, V principe di Sulmona |  |  | Camillo Borghese, IV principe di Sulmona |  |
|                                                          |                                                              |                                                                               |                                                                               |  |  |       |  |  | Marcantonio IV Borghese, V principe di Sulmona |  |  | Camillo Borghese, IV principe di Sulmona |  |
|                                                          |                                                              | Agnese Colonna di Paliano                                                     |                                                                               |  |  |       |  |  | Marcantonio IV Borghese, V principe di Sulmona |  |  |                                          |  |
| Francesco Borghese, VII principe di Sulmona              |                                                              |                                                                               |                                                                               |  |  |       |  |  | Marcantonio IV Borghese, V principe di Sulmona |  |  |                                          |  |
|                                                          |                                                              | Anna Maria Salviati, VII duchessa di Giuliano                                 | Averardo Saviati, VI duca di Giuliano                                         |  |  |       |  |  |                                                |  |  |                                          |  |
|                                                          |                                                              | Anna Maria Salviati, VII duchessa di Giuliano                                 | Averardo Saviati, VI duca di Giuliano                                         |  |  |       |  |  |                                                |  |  |                                          |  |
|                                                          |                                                              | Anna Maria Salviati, VII duchessa di Giuliano                                 | Maria Cristina Lante Montefeltro della Rovere                                 |  |  |       |  |  |                                                |  |  |                                          |  |
| Marcantonio V Borghese, VIII principe di Sulmona         |                                                              | Anna Maria Salviati, VII duchessa di Giuliano                                 |                                                                               |  |  |       |  |  |                                                |  |  |                                          |  |
|                                                          |                                                              | Alexandre François de La Rochefoucauld, III duca di Estissac                  | François Alexandre Frédéric de La Rochefoucauld, VII duca di la Rochefoucauld |  |  |       |  |  |                                                |  |  |                                          |  |
|                                                          |                                                              | Alexandre François de La Rochefoucauld, III duca di Estissac                  | François Alexandre Frédéric de La Rochefoucauld, VII duca di la Rochefoucauld |  |  |       |  |  |                                                |  |  |                                          |  |
|                                                          |                                                              | Alexandre François de La Rochefoucauld, III duca di Estissac                  | Félicité Sophie de Lannion                                                    |  |  |       |  |  |                                                |  |  |                                          |  |
| Adele de La Rochefoucauld                                |                                                              | Alexandre François de La Rochefoucauld, III duca di Estissac                  |                                                                               |  |  |       |  |  |                                                |  |  |                                          |  |
|                                                          |                                                              | Adelaide Marie Françoise Pyvart de Chastullé                                  | François Marie Louis Pyvart de Chastullé, I conte di Chastullé                |  |  |       |  |  |                                                |  |  |                                          |  |
|                                                          |                                                              | Adelaide Marie Françoise Pyvart de Chastullé                                  | François Marie Louis Pyvart de Chastullé, I conte di Chastullé                |  |  |       |  |  |                                                |  |  |                                          |  |
|                                                          |                                                              | Adelaide Marie Françoise Pyvart de Chastullé                                  | Marie-Madeleine Julie de Laffilard                                            |  |  |       |  |  |                                                |  |  |                                          |  |
| Paolo Borghese, IX principe di Sulmona                   |                                                              | Adelaide Marie Françoise Pyvart de Chastullé                                  |                                                                               |  |  |       |  |  |                                                |  |  |                                          |  |
|                                                          | Alexandre François de La Rochefoucauld, III duca di Estissac | François Alexandre Frédéric de La Rochefoucauld, VII duca di la Rochefoucauld |                                                                               |  |  |       |  |  |                                                |  |  |                                          |  |
|                                                          | Alexandre François de La Rochefoucauld, III duca di Estissac | François Alexandre Frédéric de La Rochefoucauld, VII duca di la Rochefoucauld |                                                                               |  |  |       |  |  |                                                |  |  |                                          |  |
|                                                          | Alexandre François de La Rochefoucauld, III duca di Estissac | Félicité Sophie de Lannion                                                    |                                                                               |  |  |       |  |  |                                                |  |  |                                          |  |
| Alexandre-Jules de La Rochefoucauld, IV duca di Estissac | Alexandre François de La Rochefoucauld, III duca di Estissac |                                                                               |                                                                               |  |  |       |  |  |                                                |  |  |                                          |  |
|                                                          |                                                              | Adelaide Marie Françoise Pyvart de Chastullé                                  | François Marie Louis Pyvart de Chastullé, I conte di Chastullé                |  |  |       |  |  |                                                |  |  |                                          |  |
|                                                          |                                                              | Adelaide Marie Françoise Pyvart de Chastullé                                  | François Marie Louis Pyvart de Chastullé, I conte di Chastullé                |  |  |       |  |  |                                                |  |  |                                          |  |
|                                                          |                                                              | Adelaide Marie Françoise Pyvart de Chastullé                                  | Marie-Madeleine Julie de Laffilard                                            |  |  |       |  |  |                                                |  |  |                                          |  |
| Thérèse de La Rochefoucauld                              |                                                              | Adelaide Marie Françoise Pyvart de Chastullé                                  |                                                                               |  |  |       |  |  |                                                |  |  |                                          |  |
|                                                          |                                                              | Jean-Joseph Dessolle, marchese Dessolle                                       | Joseph Marc Dessolle                                                          |  |  |       |  |  |                                                |  |  |                                          |  |
|                                                          |                                                              | Jean-Joseph Dessolle, marchese Dessolle                                       | Joseph Marc Dessolle                                                          |  |  |       |  |  |                                                |  |  |                                          |  |
|                                                          |                                                              | Jean-Joseph Dessolle, marchese Dessolle                                       | Françoise Cambefort                                                           |  |  |       |  |  |                                                |  |  |                                          |  |
| Hélène-Charlotte Pauline Dessolle                        |                                                              | Jean-Joseph Dessolle, marchese Dessolle                                       |                                                                               |  |  |       |  |  |                                                |  |  |                                          |  |
|                                                          |                                                              | Anne Picot de Dampierre                                                       | Auguste-Marie Picot de Dampierre                                              |  |  |       |  |  |                                                |  |  |                                          |  |
|                                                          |                                                              | Anne Picot de Dampierre                                                       | Auguste-Marie Picot de Dampierre                                              |  |  |       |  |  |                                                |  |  |                                          |  |
|                                                          |                                                              | Anne Picot de Dampierre                                                       | Marie Anne Françoise Picot de Combreux                                        |  |  |       |  |  |                                                |  |  |                                          |  |
|                                                          |                                                              | Anne Picot de Dampierre                                                       |                                                                               |  |  |       |  |  |                                                |  |  |                                          |  |